# Labiduris gulosa
Labiduris gulosa ist eine Art der Spulwürmer und einziger Vertreter der Gattung Labiduris. Er ist ein Parasit im Darmkanal von Schildkröten.

## Merkmale
Die Gattung Labiduris hat die Merkmale der Atractidae. Die Mundöffnung ist bauchwärts verlagert und liegt zwischen zwei hypertrophierten Lappen der subventralen Lippen. Die Mundhöhle ist mit kammartigen Lappen ausgekleidet, die durch den bauchseitigen Teil der Mundöffnung hervortreten.
Männchen von Labiduris gulosa sind etwa 7 mm lang. Die Spicula sind von ähnlicher Größe (323,9 bzw. 324,1 μm). Der lange Schwanz hat einen Anhang. Die Kutikula zeigt eine deutliche Ringelung. Der Isthmus des Ösophagus ist rund und geht in einen gut differenzierten Bulbus mit Klappen über.